# Vanwall VW5
Vanwall VW5 – samochód Formuły 1, uczestniczący w tej serii w latach 1957–1958. W 1958 roku model VW5 przyczynił się do zdobycia przez Vanwalla tytułu mistrza świata konstruktorów, pierwszego takiego tytułu w historii Formuły 1.

## Konstrukcja
Nadwozie, zaprojektowane przez Franka Costina i opracowane na podstawie badań w tunelu aerodynamicznym, zakrywało większość elementów zwykle odsłoniętych u konkurencji i charakteryzowało się niewielkim współczynnikiem oporu aerodynamicznego. Elementem nośnym samochodu była bardzo sztywna i lekka przestrzenna rama rurowa pomysłu Colina Chapmana. Ze względu na sztywność nadwozia w zawieszeniu zastosowano bardziej miękkie sprężyny, powodujące większą przewidywalność jazdy. Niezależne przednie zawieszenie stanowiły poprzeczne wahacze i sprężyny śrubowe, a na tylne zawieszenie składały się: oś De Dion, podwójne wahacze, drążek poprzeczny Watt oraz sprężyny śrubowe; zastosowano także goleń Chapmana z resorami piórowymi. Z zawieszeniem współpracowały teleskopowe amortyzatory hydrauliczne. Nowoczesne, wentylowane hamulce tarczowe pochodziły od firmy Lockheed.
Konstrukcja czterocylindrowej jednostki napędowej opierała się na rozwiązaniach stosowanych w motocyklach Norton. Założyciel Vanwalla, Tony Vandervell, był dyrektorem w firmie Norton i znał zalety motocyklowych jednostek 500 cm³ tej firmy, których używał także w Formule 2. Silnik Vanwalla miał półkuliste komory spalania oraz zawory nachylone pod kątem 60 stopni, sterowane dwoma wałkami rozrządu umieszczonymi nad głowicą. Elementem układu zapłonowego był iskrownik wysokiego napięcia firmy Bosch. Od firmy Bosch pochodził także bezpośredni wtrysk paliwa. Silnik miał pojemność 2490 cm³ i rozwijał moc 262 KM przy 7 500 obr./min., co pozwalało samochodowi uzyskać prędkość maksymalną w wysokości 300 km/h. Napęd był przekazywany poprzez pięciobiegową skrzynię biegów i wielotarczowe sprzęgło.
W 1959 roku VW5 został przebudowany: nadwozie zostało zmniejszone, a użyte materiały były lżejsze. Później zastosowano również eksperymentalne tylne zawieszenie, rozwijane przez Colotti, jednak ta wersja nigdy się nie ścigała

## VW5 w wyścigach
VW5 okazał się udaną konstrukcją i w Grand Prix Wielkiej Brytanii 1957 odniósł pierwsze zwycięstwo dla Vanwalla. W sezonie 1957 Moss wygrał jeszcze dwukrotnie, w tym podczas Grand Prix Włoch, pokonując Ferrari i Maserati. Po wycofaniu się Maserati, głównymi rywalami w roku 1958 byli Ferrari i Vanwall. Nowo rozwinięty model Ferrari 246 Dino był bardzo szybki na prostych, ale na krętych trasach lepszy okazywał się VW5. Podobnie jak w 1957, Moss odniósł trzy zwycięstwa, podobnie jak Tony Brooks. Mimo że Moss przegrał o jeden punkt rywalizację z Mikiem Hawthornem z Ferrari, to Vanwall zdobył tytuł mistrza świata konstruktorów.

## Wyniki w Formule 1
| Legenda oznaczeń w tabelach wyników Wyświetl szablon na nowej stronie | Legenda oznaczeń w tabelach wyników Wyświetl szablon na nowej stronie                                                                     |
| Oznaczenie                                                            | Wyjaśnienie |
| --------------------------------------------------------------------- | --- |
| Złoty                                                                 | Zwycięzca lub mistrzostwo |
| Srebrny                                                               | 2. miejsce lub wicemistrzostwo |
| Brązowy                                                               | 3. miejsce lub II wicemistrzostwo |
| Zielony                                                               | Ukończył, punktował (w klasyfikacji generalnej, gdy zdobył co najmniej jeden punkt na przestrzeni sezonu, poza trzema powyższymi opcjami) |
| Niebieski                                                             | Ukończył, nie punktował (w klasyfikacji generalnej, gdy nie zdobył co najmniej jednego punktu na przestrzeni sezonu)                      |
| Czerwony                                                              | Nie zakwalifikował się (NZ) |
| Czerwony                                                              | Nie prekwalifikował się (NPK) |
| Różowy                                                                | Nie ukończył (NU) |
| Różowy                                                                | Niesklasyfikowany (NS) (w klasyfikacji generalnej, gdy nie został sklasyfikowany w żadnym wyścigu sezonu)                                 |
| Czarny                                                                | Zdyskwalifikowany (DK) |
| Czarny                                                                | Wykluczony (WYK/EX) |
| Biały                                                                 | Nie wystartował (NW) |
| Biały                                                                 | Kontuzjowany (K/INJ) |
| Biały                                                                 | Wyścig odwołany (OD/C) |
| Bez koloru                                                            | Został wycofany (WYC/WD) |
| Bez koloru                                                            | Nie przybył (NP/DNA) |
| Bez koloru                                                            | Nie brał udziału w treningach (NT/DNP) |
| Bez koloru                                                            | Nie został zgłoszony (–) |
| Pogrubienie                                                           | Start z pole position |
| Kursywa                                                               | Najszybsze okrążenie wyścigu |
| †                                                                     | Nie ukończył, ale jego rezultat został zaliczony ze względu na przejechanie więcej niż 90% dystansu wyścigu.                              |
| *                                                                     | Sezon w trakcie |
| 1/2/3                                                                 | Punktowana pozycja w sprincie kwalifikacyjnym                                                                                             |
| Lista systemów punktacji Formuły 1                                    | |

| Sezon | Zespół                  | Silnik  | Kierowcy           | Wyniki w poszczególnych eliminacjach | Wyniki w poszczególnych eliminacjach | Wyniki w poszczególnych eliminacjach | Wyniki w poszczególnych eliminacjach | Wyniki w poszczególnych eliminacjach | Wyniki w poszczególnych eliminacjach | Wyniki w poszczególnych eliminacjach | Wyniki w poszczególnych eliminacjach | Wyniki w poszczególnych eliminacjach | Wyniki w poszczególnych eliminacjach | Wyniki w poszczególnych eliminacjach | Wyniki kierowców | Wyniki kierowców | Wyniki konstruktora | Wyniki konstruktora |
| 1957  |                         |         |                    | Argentyna                            | Monako                               | Stany Zjednoczone                    | Francja                              | Wielka Brytania                      | Niemcy                               | Włochy                               | Włochy                               |                                      |                                      |                                      | Pkt.             | Msc.             | Pkt.                | Msc.                |
| ----- | ----------------------- | ------- | ------------------ | ------------------------------------ | ------------------------------------ | ------------------------------------ | ------------------------------------ | ------------------------------------ | ------------------------------------ | ------------------------------------ | ------------------------------------ | ------------------------------------ | ------------------------------------ | ------------------------------------ | ---------------- | ---------------- | ------------------- | ------------------- |
| 1957  | Vandervell Products Ltd | Vanwall | Stirling Moss      | -                                    | NU                                   | -                                    | -                                    | 1                                    | 5                                    | 1                                    | 1                                    |                                      |                                      |                                      | 25               | 2                | –                   | –                   |
| 1957  | Vandervell Products Ltd | Vanwall | Tony Brooks        | -                                    | 2                                    | -                                    | -                                    | 1                                    | 9                                    | NU                                   | 7                                    |                                      |                                      |                                      | 11               | 5                | –                   | –                   |
| 1957  | Vandervell Products Ltd | Vanwall | Stuart Lewis-Evans | -                                    | -                                    | -                                    | NU                                   | 7                                    | NU                                   | 5                                    | NU                                   |                                      |                                      |                                      | 2 (5)            | 12               | –                   | –                   |
| 1957  | Vandervell Products Ltd | Vanwall | Roy Salvadori      | -                                    | -                                    | -                                    | NU                                   | -                                    | -                                    | -                                    | -                                    |                                      |                                      |                                      | 0 (2)            | 18               | –                   | –                   |
| 1958  |                         |         |                    | Argentyna                            | Monako                               | Holandia                             | Stany Zjednoczone                    | Belgia                               | Francja                              | Wielka Brytania                      | Niemcy                               | Portugalia                           | Włochy                               | Maroko                               | Pkt.             | Msc.             | Pkt.                | Msc.                |
| 1958  | Vandervell Products Ltd | Vanwall | Stirling Moss      | -                                    | NU                                   | 1                                    | -                                    | NU                                   | 2                                    | NU                                   | NU                                   | 1                                    | NU                                   | 1                                    | 41               | 2                | 48                  | 1                   |
| 1958  | Vandervell Products Ltd | Vanwall | Tony Brooks        | -                                    | NU                                   | NU                                   | -                                    | 1                                    | NU                                   | 7                                    | 1                                    | NU                                   | 1                                    | NU                                   | 24               | 3                | 48                  | 1                   |
| 1958  | Vandervell Products Ltd | Vanwall | Stuart Lewis-Evans | -                                    | NU                                   | NU                                   | -                                    | 3                                    | NU                                   | 4                                    | -                                    | 3                                    | NU                                   | NU                                   | 11               | 9                | 48                  | 1                   |